# Drénia
Drénia, en grec moderne : Δρένια, également appelé Gaïdournonísia (Γαϊδουρονήσια), est un ensemble de six îles, au large d'Ouranoúpoli dans le dème d'Aristotélis, district régional de Chalcidique, en Macédoine-Centrale, Grèce.
Selon le recensement de 2011, les îles sont inhabitées.